# Sassay
Sassay ist eine französische Gemeinde mit 1.110 Einwohnern (Stand: 1. Januar 2022) im Département Loir-et-Cher in der Region Centre-Val de Loire; sie gehört zum Arrondissement Romorantin-Lanthenay und zum Kanton Montrichard Val de Cher. Die Einwohner werden Sassayens und Sassayennes genannt.

## Geographie
Die Gemeinde Sassay liegt etwa 20 Kilometer südsüdöstlich von Blois in der Landschaft Sologne. Umgeben wird Sassay von den Nachbargemeinden Le Controis-en-Sologne im Norden, Soings-en-Sologne im Osten, Chémery im Südosten und Süden, Couddes im Süden und Westen sowie Oisly im Westen.

## Bevölkerungsentwicklung
| Jahr                       | 1962 | 1968 | 1975 | 1982 | 1990 | 1999 | 2006 | 2012 | 2021 |
| Einwohner                  | 674  | 640  | 580  | 567  | 584  | 730  | 847  | 939  | 1078 |
| Quellen: Cassini und INSEE |      |      |      |      |      |      |      |      |      |

## Sehenswürdigkeiten

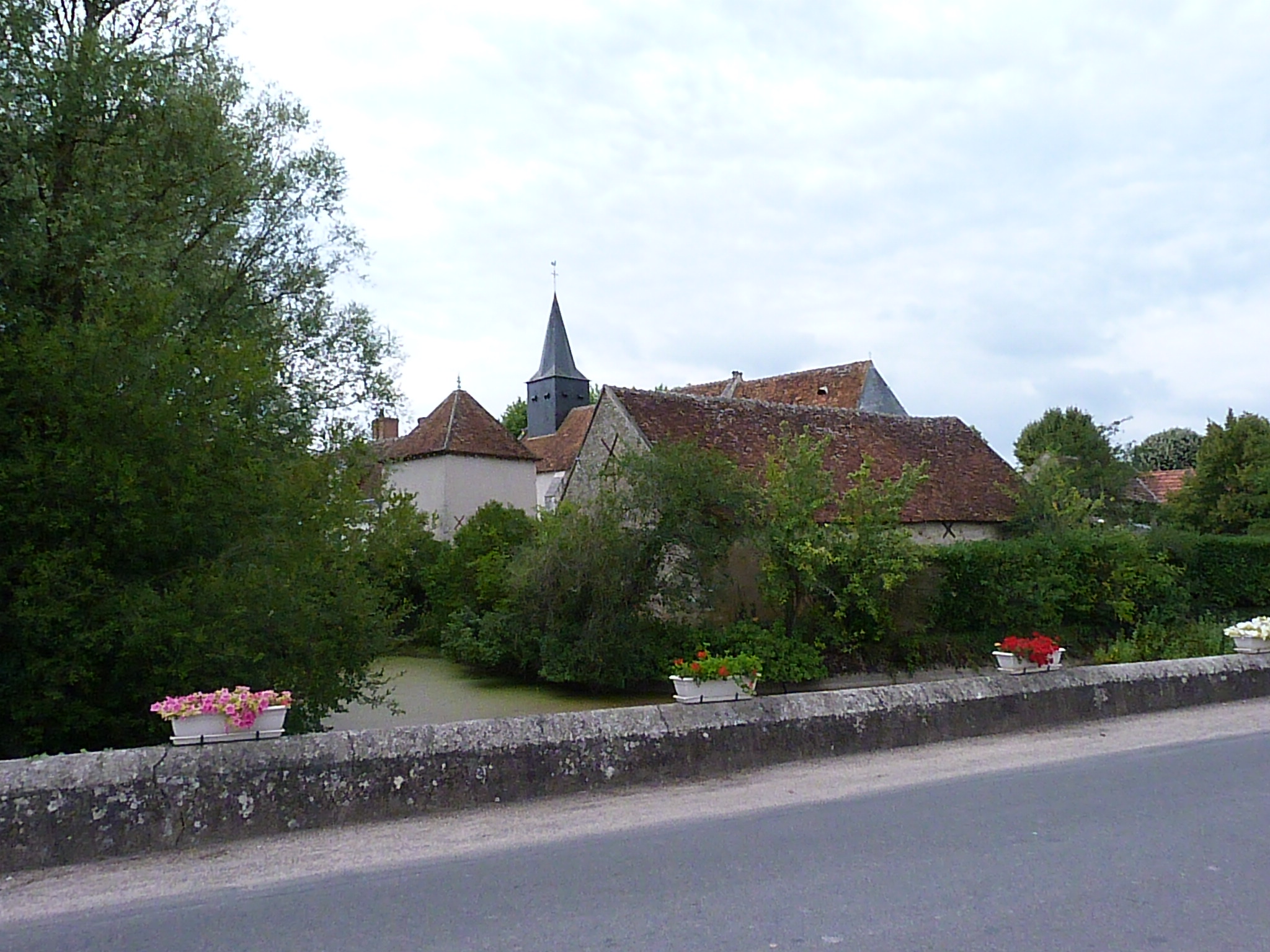
Kirche Saint-Sulpice

- Kirche Saint-Sulpice
- Wasserturm